# 1619
1619 (MDCXIX) fue un año común comenzado en martes según el calendario gregoriano.

## Acontecimientos
- 1 de mayo (17/3/0005 de la era Genna): en la ciudad de Yatsushiro 32°30′N 130°36′E / 32.5, 130.6 (prefectura Kumamoto, a 120 km al sureste de Nagasaki, en Japón), a las 12:00 hora local sucede un terremoto de 6,0 grados en la escala Richter. Viene acompañado por un tsunami y deja «muchos muertos».
- 4 de diciembre: en Virginia (Estados Unidos) desembarcan 38 colonos ingleses dando gracias a Dios. Este se considera el primer Día de Acción de Gracias.
- La unión polaco-lituana alcanza su máxima extensión territorial.

## Arte y literatura
- En España se publica la obra de teatro Fuenteovejuna, de Lope de Vega, basada en hechos reales ocurridos en  Fuente Obejuna 143 años antes.
- En Madrid, España, se publica la obra del Fray Bernando de Lugo «GRAMÁTICA EN LA LENGVA GENERAL DEL NVEVO REYNO, LLAMADA MOSCA. Compueſto por el Padre Fray Bernando de Lugo, Predicador General del Orden de Predicadores, y Catedrático de la dicha lengua en el Conuento del Roſario de la ciudad de Santa Fe», que sirve de base para el estudio del idioma muisca.

## Nacimientos
- 2 de febrero: Walter Charleton, médico y naturalista británico. 6 de marzo: Cyrano de Bergerac, escritor francés (f. 1655).
- 6 de agosto: Barbara Strozzi, cantante y compositora italiana (f. 1677).
- 29 de agosto: Jean-Baptiste Colbert, político francés, ministro del rey Luis XIV (f. 1683).
- Ignacio Duarte y Quirós, sacerdote jesuita argentino, fundador del Colegio Montserrat (f. 1703).

## Fallecimientos
- 20 de marzo: Matías de Habsburgo, emperador alemán.